# Dötlingen
Dötlingen est une commune dans la région d'Oldenbourg, en Basse-Saxe.

## Géographie
Dötlingen est située sur la rivière Hunte.

## Quartiers
| - Altona - Aschenstedt - Barel - Brettorf - Busch - Geveshausen - Grad - Haidhäuser - Hockensberg - Iserloy - Klattenhof - Neerstedt - Nuttel - Ohe - Ostrittrum - Rhade - Uhlhorn - Wehe |

## Jumelages
- De Marne (Pays-Bas) depuis 1986